# Базз Лайтер из звёздной команды: Приключения начинаются
«Базз Лайтер из звёздной команды: Приключения начинаются» (англ. Buzz Lightyear of Star Command: The Adventure Begins) — мультипликационный фильм студии Walt Disney Pictures, вышедший 8 августа 2000 года. Этот мультфильм не имеет особого отношения к серии «История игрушек» и является спин-оффом. Если в «истории» Базз — игрушка, а космический центр, в котором он якобы служил, — выдумка, то в этом мультфильме Базз — живой человек, настоящий звёздный рейнджер и действует в настоящей фантастической вселенной. Капитана Базза Лайтера озвучил Тим Аллен, озвучивавший этого героя в серии «История игрушек». Вуди, кратко появляющегося в начале, озвучивает Джим Хэнкс, младший брат Тома Хэнкса, который озвучивал Вуди в оригинальном мультфильме.
Мультфильм стал прологом к одноимённому мультсериалу и при трансляции на телевидении был разбит на 3 эпизода. В этой версии Базз был переозвучен Патриком Уобертоном, который стал его голосом в последующих сериях.

## Сюжет
Вся история начинается там, где лучшему рейнджеру центра — Баззу Лайтеру и его напарнику Уорпу Даркмэттру приходит сообщение о трёх пропавших эмзэменах — Маленьких Зелёных Человечках — служащих всё того же космического центра. После их трудного спасения Уорп попадает под обломки злых роботов, заставляет Базза улететь без него и умирает там.
Базз Лайтер очень жалел о смерти своего лучшего друга и напарника и с тех пор поклялся, что будет работать один. В то время злой император Зург задумал страшный план — украсть Унимаму — способ загадочной связи между эмземенами, находящийся на их планете. Прежде чем Лайтер отправился на спасение планеты маленьких зелёных человечков, в космическом центре его заставили взять с собой X-R’а — экспериментального робота-рейнджера. Императору удалось исполнить задуманное с помощью своего нового киборга — Агента Z. С помощью Унимамы Зург сделал своими злыми слугами весь космический центр и других обитателей космоса. Теперь капитан Базз Лайтер должен приложить все свои усилия, чтобы остановить Зурга и спасти своих друзей.

## Роли озвучивали
- Тим Аллен — Базз Лайтер
- Николь Салливан — Мира Нова
- Ларри Миллер — XR
- Стефен Ферст — Бустер
- Уэйн Найт — Злой император Зург
- Джон Раценбергер — Хэмм
- Адам Каролла — полковник Небула
- Дидрих Бадер  — Уорп Даркмэтр/Агент Зэт
- Кевин Майкл Ричардсон — Космический рэйнджер

## Производство
Франшиза вымышленной вселенной Disney / Pixar История игрушек, и её серия игрушек Базза Лайтера вдохновила на создания отдельного фильма про космического рейнджера. Вводная компьютерная анимация в самом начале фильма была создана Pixar, а остальная часть фильма была традиционно анимирована The Walt Disney Company, Disney Television Animation и DisneyToon Studios. Это был единственный дополнительный фильм из фильма Pixar до театрального релиза фильма Самолёты в 2013 году, официально являющегося спин-оффом к франшизе Тачки.
Тим Аллен повторил свою роль в качестве голоса Базза Лайтера, как и Уоллес Шон, Р. Ли Эрми, Джефф Пиджон и Джо Рэнфт в роли Рекса, Сержанта, Инопланетян и Хрипуна соответственно. Вуди озвучивает Джим Хэнкс, младший брат его оригинального голоса Тома Хэнкса (поскольку Том был слишком занят работой над «Изгоем»), и Хэмма озвучивает Эндрю Стэнтон вместо Джона Ратценбергера. Первоначально, Патрик Уорбертон, (голос мультсериала про Базза), озвучил Базза для фильма, но когда он был выпущен для видео, его строки были сокращены Алленом. Спиралька делает маленькое камео из-за смерти Джима Варни 10 февраля 2000 года.
Когда позднее фильм был отредактирован в три эпизода для телевизионного сериала, начало фильма с комнатой Энди была вырезана, а вокальное исполнение Уорбертона заменило выступление Аллена.

## Награды и номинации
| Год  | Награда              | Категория                             | Номинант                                                                                        | Результат |
| ---- | -------------------- | ------------------------------------- | ----------------------------------------------------------------------------------------------- | --------- |
| 2001 | Video Premiere Award | Лучший анимационный персонаж          | Тим Аллен (голос), Грег Гулер (главный дизайнер персонажей: Базз Лайтер)                        | Номинация |
| 2001 | Video Premiere Award | Премьера лучшего анимационного фильма | Майк Карафилис (продюсер), Марк МакКоркл (продюсер), Боб Шули (продюсер), Тэд Стоунс (продюсер) | Номинация |